# Chasmina fasciculosa
Chasmina fasciculosa är en fjärilsart som beskrevs av Walker 1858. Chasmina fasciculosa ingår i släktet Chasmina och familjen nattflyn. Inga underarter finns listade i Catalogue of Life.